# 中距離魚雷投射ヘリコプター
中距離魚雷投射ヘリコプター（英語: Medium range Anti-submarine Torpedo Carrying Helicopter, MATCH）は、イギリス海軍の艦載ヘリコプター・システム。

## 概要
MATCH計画は、177型ソナーの開発を受けてスタートした。このソナーの設計は1940年代末に完了したが、従来機を凌駕する長距離探知能力を備えていることが明らかになった。当時、イギリス海軍は、新世代の対潜兵器としてリンボー対潜迫撃砲の配備に着手していたが、177型ソナーの探知距離をもってすれば、これより遥かに長射程の兵器であっても運用可能と見積もられた。このように長距離で探知・攻撃できれば、UボートXXI型のような水中高速潜水艦や長射程兵器を備えた潜水艦に対しても、必ずしも追いつかずとも交戦可能と期待された。
このことから、177型ソナーの配備の目処がたった時点で、ルイス・マウントバッテン第一海軍卿は、これと対になる長射程対潜兵器の検討を指示した。当時存在する対潜ミサイルはアメリカ合衆国のRATのみであり、これは、Mk.43短魚雷を最大5,000ヤード (4,600 m)の距離まで投射することができた。アメリカ海軍はより長射程で核爆雷を投射できる対潜ミサイルの開発に着手していた（後のアスロック）が、1956年、イギリスはこの種の兵器は発射母艦自身に危害をおよぼす危険を無視できないとの結論に至った。
マウントバッテン第一海軍卿は、小型ヘリコプターによる誘導魚雷の投射という手法に有用性を見出していた。これは、母艦のソナーで探知された敵潜水艦に対し、戦闘指揮所の航空管制を受けたヘリコプターが攻撃を行うというものであったが、フリゲートに対して非常に柔軟な戦術上の選択肢を拓くものでもあり、例えば対艦ミサイルによる対水上戦なども想定されていた。海中戦担当官（DUSW）もこれに同意し、1955年11月、フェアリー ウルトラライト・ヘリコプターを提示したが、海軍航空戦担当官（DNAW）は、北大西洋での作戦には同機では小さすぎると考えていた。1956年12月、15型フリゲート「グレンヴィル」を改装して行われた運用試験では良好な成績が得られたことから、ウルトラライト3機の調達が検討された。しかしこれは実現せず、まもなく、一回り大きなサンダース・ロー P.531（後のワスプ HAS.1）が志向されるようになった。これは、カナダ海軍がリバー級フリゲート「バッキンガム」で、更に大型のシコルスキー S-55の運用に成功したことに触発された決定であった。
初期の試験は成功し、1958年9月30日、艦隊要件委員会は、当時計画が進められていた12型フリゲートおよび81型フリゲートへのMATCHシステムの搭載を最優先事項に繰り上げた。また、1959年9月から12月にかけて、15型フリゲート「アンドーンテッド」を用いて、母艦のソナー情報に基づく攻撃指示が試験された。12型シリーズへの搭載は近代化改修の一環として進められることになり、ロスシー級フリゲート「ファルマス」を端緒として改修が着手された。
MATCHシステムは、しばしば、同時期にアメリカ海軍が配備していたQH-50 DASHと対比される。しかし、DASHが無人航空機を使用していたのに対し、MATCHは上記の通り有人機であり、複雑な事態に対してより柔軟に対応できた。また、DASHが対潜戦専門であったのに対し、MATCHでは、ワスプ HAS.1 ヘリコプターにSS.11対戦車ミサイルを搭載することで対艦攻撃も行うことができる。
この点は、後にヘリコプターがリンクス HAS.2に更新されると、より長射程で強力なシースクア空対艦ミサイルを搭載できるようになり、更に強化された。また、QH-50やワスプ HAS.1はセンサーを持たず、基本的に母艦のソナー情報にもとづいて攻撃を実施するだけだったのに対し、リンクスでは磁気探知機を搭載し、自ら敵潜水艦を捕捉できるようになった。ただしフランス海軍向けの同型機では吊下式ソナーが搭載されたのに対し、イギリス海軍では要求されなかった。